# Municipio de Flat Creek B
Flat Creek B Township es un municipio del condado de Stone, Misuri, Estados Unidos. Según el censo de 2020, tiene una población de 641 habitantes.
La subdivisión tiene un código censal Z1, que indica que no está en funcionamiento (non-functioning county subdivision).

## Geografía
Está ubicada en las coordenadas 36°40′36″N 93°31′30″O / 36.67667, -93.52500. Según la Oficina del Censo, tiene una superficie total de 28.59 km², de los cuales 20.51 km² corresponden a tierra firme y 8.08 km² están cubiertos de agua.

## Demografía
Según el censo de 2020, hay 641 personas residiendo en la zona. La densidad de población es de 31.25 hab./km². El 90.02 % de los habitantes son blancos, el 0.62 % son afroamericanos, el 1.25 % son amerindios, el 0.16 % es asiático, el 1.25 % son de otras razas y el 6.71 % son de una mezcla de razas. Del total de la población, el 1.40 % son hispanos o latinos de cualquier raza.